# Darius Miller
Darius Tiyon Miller (ur. 21 marca 1990 w Maysville) – amerykański koszykarz, występujący na pozycji niskiego skrzydłowego.
W 2008 został wybrany najlepszym zawodnikiem szkół średnich stanu Kentucky (Kentucky Gatorade Player of the Year, Kentucky Mr. Basketball). Został też zaliczony do III składu Parade All-American.
24 listopada 2020 został wytransferowany do Oklahoma City Thunder. 9 kwietnia 2021 opuścił klub.

## Osiągnięcia
Stan na 11 kwietnia 2021, na podstawie, o ile nie zaznaczono inaczej.
NCAA
- Mistrz NCAA (2012)
- Uczestnik:
  - NCAA Final Four (2011, 2012)
  - rozgrywek Elite 8 turnieju NCAA (2010–2012)
- Mistrz:
  - turnieju konferencji Southeastern (SEC – 2010, 2011)
  - sezonu regularnego SEC (2010, 2012)
- MVP turnieju konferencji SEC (2011)[5]
- Najlepszy rezerwowy SEC (2012)
- Zaliczony do I składu:
  - turnieju SEC (2011)
  - Academic All-SEC (2012)

Drużynowe
- Mistrz Niemiec (2015–2017)
- Zdobywca:
  - pucharu Niemiec (2017)
  - superpucharu Niemiec (2015)

Indywidualne
- MVP finałów BBL (2016)
- Zaliczony do:
  - I składu niemieckiej ligi BBL (2017)
  - II składu BBL (2016)
- Uczestnik meczu gwiazd BBL (2016, 2017)
- Lider D-League w skuteczności rzutów za 3 punkty (2013)

Reprezentacja
- Mistrz świata U–19 (2009)
- Uczestnik uniwersjady (2011 – 5. miejsce)